# Rotson Kilambe
Rotson Kilambe (Kitwe, 6 agosto 1978) è un ex calciatore zambiano, di ruolo attaccante.

## Carriera

### Nazionale
Ha debuttato in Nazionale il 10 gennaio 1998, in Malawi-Zambia (0-1), subentrando ad Andrew Tembo al minuto 25. Ha messo a segno la sua prima rete con la maglia della Nazionale il 17 febbraio 1998, in Zambia-Mozambico (3-1), siglando la rete del momentaneo 1-0 al minuto 16. Ha partecipato, con la Nazionale, alla Coppa d'Africa 1998 e alla Coppa d'Africa 2000. Ha collezionato in totale, con la maglia della Nazionale, 33 presenze e 12 reti.

## Palmarès

### Club

#### Competizioni nazionali
- Campionato zambiano di calcio: 2

Zanaco: 2002, 2003
- Coppa dello Zambia: 1

Zanaco: 2002